# Kattaqoʻrgʻon
Kattaqoʻrgʻon (kyrillisch Каттақўрғон; russisch Каттакурган Kattakurgan) ist eine Stadt in der usbekischen Viloyat Samarkand, gelegen etwa 65 km westnordwestlich der Viloyathauptstadt Samarkand. Kattaqoʻrgʻon hatte laut der Volkszählung von 1989 damals 59.000 Einwohner, 2021 betrug die Einwohnerzahl 90.600. Kattaqoʻrgʻon ist eine kreisfreie Stadt, der gleichnamige Bezirk Kattaqoʻrgʻon hat Payshanba als Hauptort.
Kattaqoʻrgʻon liegt in einer Oase im Tal des Serafschan an der Eisenbahnstrecke von Taschkent nach Kogon. Südlich der Stadt liegt der Kattaqoʻrgʻon-Stausee.
Kattaqoʻrgʻon ist seit dem 17. Jahrhundert bekannt, laut chinesischen Quellen soll die Stadt aber Regionshauptstadt nach der Zerstörung Marakandas durch Alexander den Großen gewesen sein. In der Nähe soll sich auch eine frühe Hauptstadt des Kuschan-Reiches befunden haben.